# CS/LM4型通用机枪
CS/LM4型通用机枪（前稱：CF06；“CF”为源自「长风」的拼音（Cháng Fēng）首字母）是一款由中国四川省重庆市长风机械厂制造、由可散式彈鏈供弹及氣動式操作的全自動氣冷式中型通用機槍，是80式通用機槍（中國仿制的PKM通用機槍）的7.62×51毫米北约口徑版本。

## 歷史
为了拓展在政治上偏向西方的国家的市场，长风公司便推出了可以发射7.62×51毫米北约口径制式步枪子彈的80式通用机枪衍生型：“CF06”。凭借其优异的性能，2007年5月，CF06式通用机枪通过了外贸设计定型试验；2006年7月，CF06的研究通过了方案评审；2006年12月，通过了初样机评审，2007年2月通过了集团公司军品部组织的年度阶段验收。在2007年4月通过了工厂正样机鉴定，在2007年4月至5月通过了外贸定型试验。最后在2008年1月，这枪正式通过了外贸设计定型，并正式命名为CS/LM4型7.62毫米通用机枪。

## 設計細節

### 主要特徵
CS/LM4以80式通用机枪为基础，并将原枪发射的7.62×54毫米R步枪子彈改为7.62×51毫米北约口徑步枪子彈。CS/LM4以重机枪用途为主，可以歼灭1,000米以内的集团目标或个位重要目标，压制和消灭敌方的火力点，可说是封锁交通要道、桥梁等的有效武器；同时兼作轻机枪使用时，有效射程为800米，还可对空中500米内低空的飞机或伞兵实施有效射击。
CS/LM4是由枪身、枪架、备（附）件三部分组成。每挺枪配备4条200发弹链，4个弹箱；2条100发弹链，2个弹箱；2根枪管。作为轻机枪使用时，以两脚架支撑，100发弹箱挂在枪身下方。重机枪状态时，枪身装在枪架上，200发弹箱挂在枪架的右腿上。枪架还具备高射功能。全枪重12.8千克（其中枪身重8.1千克，枪架重4.7千克），握持舒适，使用方便，机动性好。全枪配备的正、负两根枪管每根寿命≥12,500发，全枪寿命为25,000发。枪管与节套采用固定栓连接，不但换装枪管方便快捷，而且还可以对闭锁间隙进行调整。全枪结构紧凑、密封防尘性好，环境适应性强，机构动作可靠，勤务性好。它还大量采用了衝壓、铆焊结合件，节约了材料，工艺性好，适于大批量生产。
　

### 与80式通用机枪比较
CS/LM4继承了80式通用机枪外形流畅、重量轻、多用途、动作可靠、操作简便、机动性好的特点，并根据北约口徑弹药的弹底无凸缘瓶形的结构特点，重新设计了供弹机构和容弹具，在自动机系统的能量匹配上进行了重新论证，实现了可靠供弹，火力强劲。
CS/LM4采用可重复使用的半刚性闭式组合弹链供弹。弹链具有良好的柔软性，射击后可自行分解成几段，便于回收，装弹迅速，能满足机枪在各种配备条件下对供弹量的需求。取弹器直接固定在枪机机框上，枪机机框后坐带动取弹器将枪弹从弹链中抽出。输弹机构为无转轮的回转拨弹，后退时输弹。结构简单，动作可靠。单程输弹，双程进弹，机头推弹阻力小，运动平稳、轨迹准确、安全可靠。
CS/LM4的最大亮点是成功地借用了80式通用机枪供弹原理，实现了对无凸缘瓶形弹种的双程供弹，这在使用同类型子弹的机枪中是不多见的。双程供弹的平稳、可靠，故障率低的特点在该枪上得到充分显现。
CS/LM4继承了80式通用机枪的诸多优点，并且大部分零部件可以与之通用，CS/LM4外观呈黑色，它与80式通用机枪外观上最大的区别在于枪托及握把。它将80式通用机枪的木制槍托和酚醛玻璃纤维压塑料手槍握把改成了工程塑料制造，大幅降低了生产成本，抵肩射击的舒适性也更為良好。

## 資料來源
1. ↑  . 新浪. 2007-10-16  [2013-04-29]. （原始内容存档于2012-03-02） （中文（简体））.
2. ↑  . 新浪. 2007-10-16  [2013-04-29]. （原始内容存档于2012-03-02） （中文（简体））.
3. 1 2  .   [2013-04-29]. （原始内容存档于2013-04-28） （中文（简体））.

## 外部連結
- （简体中文）—D Boy Gun World（槍炮世界）—80式通用机枪（页面存档备份，存于）
- （简体中文）—中国武器大全—中国CF06式7.62毫米通用机枪
- （简体中文）—全刊杂志网—中国CF06式7.62毫米通用机枪（页面存档备份，存于）